# جيل غرين
جيل غرين (بالإنجليزية: Gil Green)‏ هو مخرج أمريكي، ولد في 29 يوليو 1975 في ميامي في الولايات المتحدة.